# Flemming Lentfer
Flemming Lentfer (født 1. marts 1964) er en dansk general, som pr. 1. december 2020 blev udnævnt som forsvarschef, hvor han afløste Bjørn Bisserup, da denne gik på pension.
Lentfer blev den 3. april 2024 fritaget fra tjeneste efter en sag om Fregatten F361 Iver Huitfeldt. Forsvarsminister Troels Lund Poulsen havde mistet tilliden til ham.  Forskellige kilder har dog oplyst, at han i forvejen stod til fyring, bl.a. på grund af fordyrelse og forsinkelse af raketkastere (Elbit-sagen).
Han erstattedes af generalmajor Michael Hyldgaard, der blev konstitueret i stillingen. 
I 2013 blev Lentfer kommandør af Dannebrogordenen.